# Kupusina (Velika Plana)
Pour les articles homonymes, voir Kupusina.
Kupusina (en serbe cyrillique : Купусина) est un village de Serbie situé dans la municipalité de Velika Plana, district de Podunavlje. Au recensement de 2011, il comptait 187 habitants.

## Démographie
| 1948 | 1953 | 1961 | 1971 | 1981 | 1991 | 2002 | 2011 |
| ---- | ---- | ---- | ---- | ---- | ---- | ---- | ---- |
| 644  | 603  | 538  | 476  | 395  | 366  | 267  | 187  |

|  |